# Ammerthal (Rottenbuch)
Ammerthal ist ein Gemeindeteil von Rottenbuch im oberbayerischen Landkreis Weilheim-Schongau. Die Einöde liegt circa einen Kilometer östlich von Rottenbuch im Tal der Ammer.

## Baudenkmäler
- Frauenbrünnlkapelle, erbaut 1688